# Francisco II de Bretaña

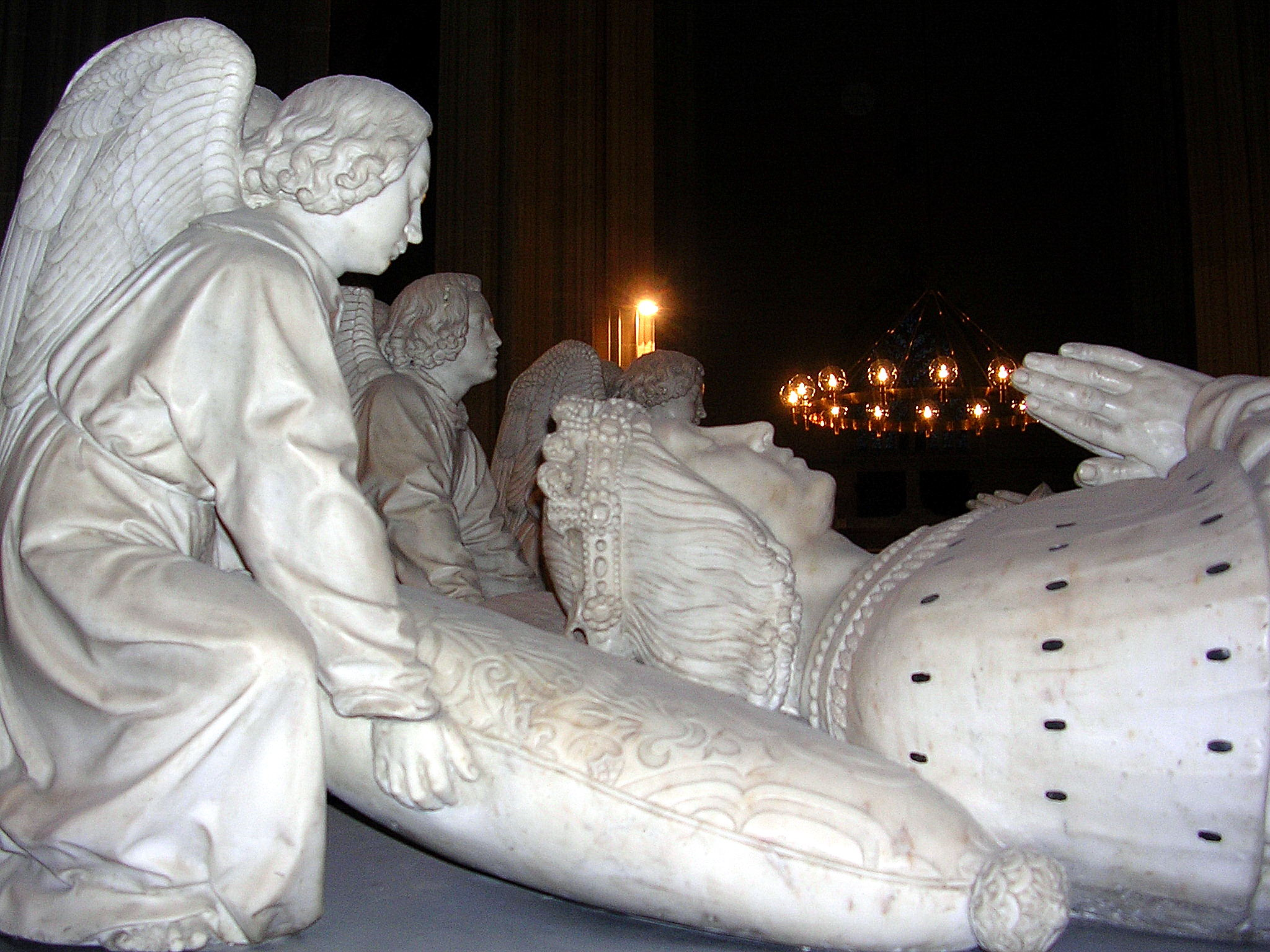
Tumba de Francisco II de Bretaña, Catedral de Nantes.

Francisco II de Bretaña, (23 de junio de 1435 en el castillo de Clisson, en Clisson (actualmente departamento de Loira Atlántico)-Couëron, también en el Loira Atlántico, el 9 de septiembre de 1488), es el penúltimo duque del ducado de Bretaña.

## Primeros años de vida
Hijo mayor de Ricardo de Étampes y de Margarita de Valois, es conde de Étampes. Vive en la corte francesa cuando hereda el ducado de Bretaña y los condados de Richmond y de Vertus.
Puesto que el orden de sucesión al trono de Bretaña había sido modificado por el primer tratado de Guérande en 1365, para evitar toda controversia o incluso una crisis de sucesión, el duque Francisco I le obligó a contraer matrimonio con su hija mayor Margarita, heredera del ducado según la tradición anterior al Tratado de Guérande. 
Accede al trono en 1458, tras el óbito de sus primos Francisco I y Pedro II y de su tío Arturo III, condestable de Richmond. Tras su muerte, le sucede su hija Ana de Bretaña, última duquesa de Bretaña.

## Matrimonios y descendencia
Contrae matrimonio en primeras nupcias en Vannes el 16 de noviembre de 1455 con Margarita de Bretaña (1443-1469), hija mayor del duque Francisco I, con quien únicamente procrea un varón que tan solo vive tres meses (Juan de Montfort l'Amaury), del 29 de junio al 25 de agosto de 1463. Margarita fallece el 25 de septiembre de 1469 en Nantes, con 26 años de edad.
Contrae un segundo matrimonio en el castillo de Clisson el 26 de junio de 1471 con Margarita de Foix (hacia 1449-1486), llamada seno de leche, hija de Gastón IV de Foix, conde de Foix, con la que tuvo a Ana (1477-1514) y a Isabel (1478-1490).
Tuvo igualmente dos hijos bastardos: Francisco (1462-1494), conde de Vertus y de Avagour, y Antonio ( nacido en 1463), señor de Châteaufremont y de Hédé.

## Gobierno de Bretaña
Francisco II se interesa poco por el despacho de los asuntos relativos al ducado: asiste raramente al Consejo ducal, que es de hecho el Gobierno del ducado. Así, entre 1459 y 1463, no asiste a dicho Consejo más que en tres ocasiones, y se contenta con tener al corriente de sus decisiones a sus colaboradores, a los que deja gobernar y discutirse entre ellos, como al canciller Guillaume Chauvin o luego al tesorero general Pierre Landais, omnipotente entre 1481 y 1485. Se queja del tiempo que pierde en la firma de los diversos actos administrativos. Alain Bouchard le describe como débil como persona y más débil aún en cuanto a su entendimiento.
Prefiere la vida placentera de un gran señor de su época, siendo sus pasiones favoritas la caza, los juegos y su favorita oficial, Antoinette de Maignelais. Cuando tantos príncipes de su tiempo blasonaban divisas belicosas o pretenciosas, Francisco II de Bretaña hizo grabar en una de sus joyas la divisa El único tesoro es el alborozo (Il n'est de trésor que de liesse).

### Política de independencia
Mejor que a la pequeña ciudad de Vannes, elegida como capital administrativa y residencia principal por Juan IV y Juan V, Francisco II prefiere la gran ciudad comercial de Nantes, a orillas del río Loira (y en la que se ha educado) y que además se encuentra próxima a Francia. Por ese motivo traslada allí su corte.
Francisco II prosigue y amplía la política de los duques de la familia Montfort, iniciada con Juan IV de Bretaña, consistente en alejarse de la tutela de sus poderosos vecinos, Inglaterra y Francia, mediante la creación de estructuras que buscan la gestión de un estado centralizado y que aspira a la plena soberanía. Habiendo vivido en la corte francesa y conociendo el funcionamiento de las estructuras administrativas de un Estado grande, obtiene de la Santa Sede la creación de la Universidad de Nantes en la década de los 60 del siglo XV, dotando así a Bretaña de los medios para la formación de sus prelados, oficiales, cuadros y magistrados. Tras iniciarse la guerra loca, transforma en 1485 el «Tribunal de interlocutorias» y las sesiones estacionales de justicia de los Estados de Bretaña en un Parlamento con sede en Vannes. Dicha Corte de Justicia es soberana y no cabe posibilidad de apelación ante el Parlamento de París.

## Homenaje al rey de Francia
Como sus predecesores, Francisco II lleva corona real, bate moneda de oro y de plata, concede títulos nobiliarios, legitima, nombra los prelados de Bretaña, sella documentos con el sello real, trata directamente con las potencias extranjeras (el emperador, el papa, los reyes de Inglaterra, Escocia, Castilla, Dinamarca o Portugal). Toma del Derecho Romano y de la tradición del Derecho político francés el concepto de lesa majestad. En resumen, ejerce todas las prerrogativas regalistas de un Estado soberano, aunque sigue rindiendo homenaje al rey de Francia en 1459 y 1461. En 1461 rinde, como sus predecesores, el llamado homenaje simple. — y no el ligio — por Bretaña, y el homenaje ligio por sus posesiones francesas Luis XI de Francia no puso ningún impedimento a la diferencia.
Hizo que Pierre le Baud redactase una historia de Bretaña, historia en la que su dinastía aparece como heredera de los troyanos, argumento que pretendía contrarrestar la ley sálica, de menor antigüedad.

### Conflictos con el rey de Francia
Francisco II rehúsa asistir a la coronación de Luis XI en Reims, rechaza recibir el collar de la Orden de San Miguel que le concede Luis XI (y las cargas que ello implicaba), dota a cambio de mayor solemnidad a su propia Orden del Armiño al mutarla en la Orden del Armiño y la Espiga, y forma parte de alianzas extranjeras en las que el rey de Francia no participa, incluso en algunas alianzas contra el propio rey, llegando a participar finalmente en guerras contra este, su teórico soberano.
Esta política contraría las ambiciones y le atrae la susceptibilidad del rey de Francia Luis XI. Este opta por devolverle la pelota jugando a desestabilizarle por medio de la atracción a su causa de la alta aristocracia bretona, por la compra en el año 1480 de los derechos de la duquesa Nicolasa de Brosse en el ducado de Penthièvre, a la vez que se entrega a manejos diplomáticos y a truculencias administrativas o políticas, además de situar espías en su entorno.

### Dificultades internas
Por su debilidad, no logra imponerse ni a sus consejeros ni a sus barones. En 1373, Juan IV de Bretaña había tenido que exiliarse debido a la falta de apoyo de su alta nobleza en sus conflictos con Francia. Ese riesgo de rebelión reaparecía ante la incertidumbre planteada por la sucesión de la corona ducal bretona. La tentación de un matrimonio religioso para la heredera Ana de Bretaña iba aparejada con una alianza buscada por el duque para escapar a la presión diplomática y militar de Luis XI de Francia. Esta alianza defensiva podía obtenerse al precio del matrimonio de Ana con un príncipe extranjero, frustrando así las ambiciones cruzadas de los pretendientes a la sucesión. Por otro lado, la desconfianza de Francisco II respecto de Juan II de Rohan, titular del vizcondado de Rohan y padre del joven Francisco, a quien se postulaba a la mano de Ana, unida a su falta de afinidad por los señores bretones con los que no había convivido en su juventud, le hacían preferir el consejo de príncipes extranjeros (aunque fuesen miembros de su propia familia, eran extranjeros): el duque de Orléans (futuro Luis XII de Francia), Juan IV de Chalon-Arlay (príncipe de Orange), Alano de Albret... o incluso de simples burgueses bretones, entre los que descollaba el autoritario Pierre Landais, aborrecido por los aristócratas. Los rencores nacidos de esta postergación ayudan a explicar la desconfianza de la nobleza bretona —sin olvidar que además percibía ayudas económicas del tesoro real francés— hacia Francisco II y su pase en bloque al partido contrario, el de los Penthièvre, que en ese momento estaba representado por el propio rey de Francia.

### La crisis sucesoria
La ausencia de descendencia masculina hacía prever dificultades para una pacífica sucesión, y acentuaba las tensiones internas en el ducado. La familia de los Rohan pretendía descender de los antiguos reyes de Bretaña, y además el vizconde Juan II de Rohan había contraído matrimonio con María de Bretaña, hermana de Francisco II, con lo que este se creía el postulante con mejor derecho para recibir la herencia del ducado bretón. Con el apoyo de Juan IV de Rieux, mariscal de Rieux y titular del señorío de Rieux, así como de la alta aristocracia bretona, el de Rohan propuso casar a sus dos hijos mayores (Francisco de Rohan y Juan de Rohan) con las dos hijas de Francisco II, quien finalmente rechazó la proposición.
Puesto que el rey Luis XI había adquirido a la última descendiente de los Penthièvre, Nicolasa de Brosse, sus hipotéticos derechos al ducado de Bretaña, la Corte francesa se apoyó en ello para rechazar la sucesión en el ducado en favor de las hijas de Francisco II. Por el Tratado de Montargis, en 1484, la regente de Francia Ana de Francia pacta con cinco aristócratas bretones rebeldes a la autoridad de Francisco II, que reconocen a Carlos VIII de Francia como heredero al ducado de Bretaña en ausencia de un heredero varón, negando así la sucesión de las hijas de Francisco II. Poco después, esta misma conjura nobiliaria logra la eliminación de Pierre Landais, que es ahorcado el 19 de julio de 1485, reemplazándolo por un triunvirato formado por el príncipe de Orange, el mariscal de Rieux y el señor de Lescun (los tres eran firmantes del Tratado de Montargis). Sin embargo, una vez llegado el triunvirato al poder, se desdicen de los acuerdos firmados en Montargis y aplican la misma política de independencia que había apoyado Landais.
En 1486, como medida precautoria, Francisco II hace que sus hijas Ana (1477-1514) e Isabel (1478-1490) sean juradas como herederas por los Estados Generales bretones, reunidos en Vannes, incluyendo entre los que aceptan a los firmantes del Tratado de Montargis. No obstante, había que tener presente que un gran número de nobles bretones tenían importantes intereses en el lado francés de la frontera, lo que hacía difícil su elección caso de una guerra abierta.
En 1488, a su fallecimiento, su política diplomática, sus empresas militares, su política interior y su política matrimonial han fracasado. Deja un ducado profundamente dividido, arruinado por la guerra, ocupado por los ejércitos enemigos, parcialmente anexionado al poderoso vecino francés (Saint-Malo) y en manos de una niña como heredera, además estando soltera y ligada al vencedor por un Tratado.

## Guerras
Prosiguiendo la obra de sus predecesores, y al igual que los duques de Borgoña, Francisco II intenta mantener la independencia de Bretaña, ostenta algunos atributos de soberanía, busca a partir de 1463 alianzas con Bretaña, Inglaterra y los grandes príncipes de Francia, alianzas que se demostrarán tan frágiles como la liga del bien público (en 1465), a la que Francisco II tan sólo aporta una tardía e insuficiente adhesión. Sin embargo, por el tratado de Saint-Maur obtiene la renuncia de Luis XI de Francia a su derecho de regalía sobre los obispados bretones.
En 1468, Francisco II hace una alianza militar con Carlos, hermano de Luis XI de Francia, que pretende la conquista de Normandía y del Poitou. Sus éxitos iniciales se agotan pronto, y por el tratado de Ancenis con el rey Luis XI todo regresa a la situación anterior.
Pero la muerte de los aliados de Francisco II le privan de apoyos importantes: Carlos muere en 1472, el duque de Alençon Juan II de Alençon en 1476 y Carlos el Temerario en 1477. Inglaterra, ocupada en la guerra de las Dos Rosas ya no dispone la miama capacidad de intervenir que antes, a la vez que el territorio de Anjou-Provenza cae en la esfera real tras la muerte de Renato de Anjou (Renato I de Nápoles) y de sus efímeros sucesores. Estas desapariciones invierten las relaciones de fuerzas y permiten al rey tomar la iniciativa.
Por el tratado de Senlis (29 de septiembre de 1475), se ponen temporalmente cortapisas a su independencia: Francisco II se compromete a apoyar al rey de Francia en las guerras que sostenga, no podrá hacer la guerra contra él, y alineará su política exterior a la de la Corona francesa. El tratado es posteriormente confirmado por nuevos tratados firmados en Arras y Bourges (1485), tratados con tan poco éxito en términos de aplicación real como el precedente.
En 1481, ofrece el matrimonio de su hija y heredera Ana al príncipe Eduardo, príncipe de Gales, hijo del rey Inglaterra Eduardo IV, pero un partido interno bretón se opone a caer de nuevo bajo la esfera de influencia inglesa, un siglo después de la Guerra de Sucesión Bretona. El asesinato de Eduardo IV, y luego el de su hijo, convertido en rey breve tiempo, en 1483 hacen olvidar estos planes. Las múltiples promesas de matrimonio de su heredera conforman la espina dorsal de su política exterior, y sus múltiples cambios de rumbo no desaniman a los pretendientes. Finalmente, el duque buscó gestionar su sucesión casando a su heredera con Maximiliano de Habsburgo, lo que tras la muerte del duque quedó abortado debido a la intervención militar francesa. 
El duque participó en la Guerra loca que acabó mal para él: la petición de movilización general en Bretaña en abril de 1487 fue un fracaso, ya que su llamamiento no sólo fue poco atendido, sino que, además, los pocos nobles que acudieron a la convocatoria se desbandaron tras el primer enfrentamiento. Como disculpa, recordemos que esta hueste feudal respaldada con mercenarios se enfrentaba al más poderoso Ejército de la Europa del momento, que disponía incluso de artillería equipada con cañones que arrojaban bolas de hierro, una innovación especialmente eficaz. Dos expediciones reales (de 1487 y 1488), y la decisiva victoria de la Batalla de Saint-Aubin-du-Cormier permitieron a la regente de Francia Ana de Francia exigir que la princesa Ana no contrajese matrimonio sin el asentimiento de Francia (tratado de Verger, 1488).
Dos meses después de su terrible derrota, sancionada por el humillante tratado de Verger, Francisco II falleció a causa de una caída, dejando una Bretaña endeudada, al albur de la Guerra franco-bretona (1489-1491) que la devastó durante otros dos años más. Su hija fue convertida en el premio de las ambiciones de los miembros de su entorno y de la propia regente francesa.

## Sepultura
Su sepultura puede ser admirada en el interior de la Catedral de San Pedro de Nantes. Se trata de la tumba de Francisco II de Bretaña y de Margarita de Foix, realizada a principios del siglo XVI por Michel Colombe y Jean Perréal, por encargo de su hija, la duquesa Ana de Bretaña. El conjunto está considerado como una obra maestra de la escultura francesa.

## Ascendencia
| \| \| \| \| \| \| \| \| \| \| \| \| \| \| \| \| \| \| \| \| 16. Duque Arthur II de Bretaña \| \| \| \| \| \| \| \| \| \| \| \| \| \| \| \| \| \| \| \| \| \| \| \| \| \| \| \| \| \| \| \| \| \| \| \| \| \| \| \| \| \| \| \| \| \| \| \| \| \| \| \| \| \| 8. Conde Juan IV (III) de Montfort \| \| \| \| \| \| \| \| \| \| \| \| \| \| \| \| \| \| \| \| \| \| \| \| \| \| \| \| \| \| \| \| \| \| \| \| \| \| \| \| \| \| \| \| \| \| \| \| \| \| \| \| \| \| 17. Reina Yolande de Dreux \| \| \| \| \| \| \| \| \| \| \| \| \| \| \| \| \| \| \| \| \| \| \| \| \| \| \| \| \| \| \| \| \| \| \| \| \| \| \| \| \| \| \| \| \| \| \| \| \| \| \| \| \| \| 4. Duque Juan IV de Bretaña \| \| \| \| \| \| \| \| \| \| \| \| \| \| \| \| \| \| \| \| \| \| \| \| \| \| \| \| \| \| \| \| \| \| \| \| \| \| \| \| \| \| \| \| \| \| \| \| \| \| \| \| \| \| 18. Conde Louis I de Nevers \| \| \| \| \| \| \| \| \| \| \| \| \| \| \| \| \| \| \| \| \| \| \| \| \| \| \| \| \| \| \| \| \| \| \| \| \| \| \| \| \| \| \| \| \| \| \| \| \| \| \| \| \| \| 9. Princesa Joanna de Flandes \| \| \| \| \| \| \| \| \| \| \| \| \| \| \| \| \| \| \| \| \| \| \| \| \| \| \| \| \| \| \| \| \| \| \| \| \| \| \| \| \| \| \| \| \| \| \| \| \| \| \| \| \| \| 19. Jeanne, Condesa de Rethel \| \| \| \| \| \| \| \| \| \| \| \| \| \| \| \| \| \| \| \| \| \| \| \| \| \| \| \| \| \| \| \| \| \| \| \| \| \| \| \| \| \| \| \| \| \| \| \| \| \| \| \| \| \| 2. Conde Ricardo de Étampes \| \| \| \| \| \| \| \| \| \| \| \| \| \| \| \| \| \| \| \| \| \| \| \| \| \| \| \| \| \| \| \| \| \| \| \| \| \| \| \| \| \| \| \| \| \| \| \| \| \| \| \| \| \| 20. Rey Felipe III de Navarra, el noble \| \| \| \| \| \| \| \| \| \| \| \| \| \| \| \| \| \| \| \| \| \| \| \| \| \| \| \| \| \| \| \| \| \| \| \| \| \| \| \| \| \| \| \| \| \| \| \| \| \| \| \| \| \| 10. Rey Carlos II de Navarra \| \| \| \| \| \| \| \| \| \| \| \| \| \| \| \| \| \| \| \| \| \| \| \| \| \| \| \| \| \| \| \| \| \| \| \| \| \| \| \| \| \| \| \| \| \| \| \| \| \| \| \| \| \| 21. Reina Joan II de Navarra \| \| \| \| \| \| \| \| \| \| \| \| \| \| \| \| \| \| \| \| \| \| \| \| \| \| \| \| \| \| \| \| \| \| \| \| \| \| \| \| \| \| \| \| \| \| \| \| \| \| \| \| \| \| 5. Duquesa Joan de Navarra \| \| \| \| \| \| \| \| \| \| \| \| \| \| \| \| \| \| \| \| \| \| \| \| \| \| \| \| \| \| \| \| \| \| \| \| \| \| \| \| \| \| \| \| \| \| \| \| \| \| \| \| \| \| 22. Rey Juan II de Francia, el bueno (=24) \| \| \| \| \| \| \| \| \| \| \| \| \| \| \| \| \| \| \| \| \| \| \| \| \| \| \| \| \| \| \| \| \| \| \| \| \| \| \| \| \| \| \| \| \| \| \| \| \| \| \| \| \| \| 11. Reina Joan de Valois, de Navarra \| \| \| \| \| \| \| \| \| \| \| \| \| \| \| \| \| \| \| \| \| \| \| \| \| \| \| \| \| \| \| \| \| \| \| \| \| \| \| \| \| \| \| \| \| \| \| \| \| \| \| \| \| \| 23. Reina Bonne de Bohemia (=25) \| \| \| \| \| \| \| \| \| \| \| \| \| \| \| \| \| \| \| \| \| \| \| \| \| \| \| \| \| \| \| \| \| \| \| \| \| \| \| \| \| \| \| \| \| \| \| \| \| \| \| \| \| \| 1. Francisco II, Duque de Bretaña \| \| \| \| \| \| \| \| \| \| \| \| \| \| \| \| \| \| \| \| \| \| \| \| \| \| \| \| \| \| \| \| \| \| \| \| \| \| \| \| \| \| \| \| \| \| \| \| \| \| \| \| \| \| 24. Rey Juan II de Francia, el bueno (=22) \| \| \| \| \| \| \| \| \| \| \| \| \| \| \| \| \| \| \| \| \| \| \| \| \| \| \| \| \| \| \| \| \| \| \| \| \| \| \| \| \| \| \| \| \| \| \| \| \| \| \| \| \| \| 12. Rey Carlos V de Francia \| \| \| \| \| \| \| \| \| \| \| \| \| \| \| \| \| \| \| \| \| \| \| \| \| \| \| \| \| \| \| \| \| \| \| \| \| \| \| \| \| \| \| \| \| \| \| \| \| \| \| \| \| \| 25. Reina Bonne de Bohemia (=23) \| \| \| \| \| \| \| \| \| \| \| \| \| \| \| \| \| \| \| \| \| \| \| \| \| \| \| \| \| \| \| \| \| \| \| \| \| \| \| \| \| \| \| \| \| \| \| \| \| \| \| \| \| \| 6. Duque Luis I de Orléans* \| \| \| \| \| \| \| \| \| \| \| \| \| \| \| \| \| \| \| \| \| \| \| \| \| \| \| \| \| \| \| \| \| \| \| \| \| \| \| \| \| \| \| \| \| \| \| \| \| \| \| \| \| \| 26. Duque Pedro I de Bourbon \| \| \| \| \| \| \| \| \| \| \| \| \| \| \| \| \| \| \| \| \| \| \| \| \| \| \| \| \| \| \| \| \| \| \| \| \| \| \| \| \| \| \| \| \| \| \| \| \| \| \| \| \| \| 13. Princesa Joanna de Borbón \| \| \| \| \| \| \| \| \| \| \| \| \| \| \| \| \| \| \| \| \| \| \| \| \| \| \| \| \| \| \| \| \| \| \| \| \| \| \| \| \| \| \| \| \| \| \| \| \| \| \| \| \| \| 27. Isabella de Valois \| \| \| \| \| \| \| \| \| \| \| \| \| \| \| \| \| \| \| \| \| \| \| \| \| \| \| \| \| \| \| \| \| \| \| \| \| \| \| \| \| \| \| \| \| \| \| \| \| \| \| \| \| \| 3. Condesa Marguerite de Vertus \| \| \| \| \| \| \| \| \| \| \| \| \| \| \| \| \| \| \| \| \| \| \| \| \| \| \| \| \| \| \| \| \| \| \| \| \| \| \| \| \| \| \| \| \| \| \| \| \| \| \| \| \| \| 28. Galeazzo II Visconti \| \| \| \| \| \| \| \| \| \| \| \| \| \| \| \| \| \| \| \| \| \| \| \| \| \| \| \| \| \| \| \| \| \| \| \| \| \| \| \| \| \| \| \| \| \| \| \| \| \| \| \| \| \| 14. Donn Gian Galeazzo Visconti \| \| \| \| \| \| \| \| \| \| \| \| \| \| \| \| \| \| \| \| \| \| \| \| \| \| \| \| \| \| \| \| \| \| \| \| \| \| \| \| \| \| \| \| \| \| \| \| \| \| \| \| \| \| 29. Duquesa Bianca de Saboya \| \| \| \| \| \| \| \| \| \| \| \| \| \| \| \| \| \| \| \| \| \| \| \| \| \| \| \| \| \| \| \| \| \| \| \| \| \| \| \| \| \| \| \| \| \| \| \| \| \| \| \| \| \| 7. Duquesa Valentina Visconti \| \| \| \| \| \| \| \| \| \| \| \| \| \| \| \| \| \| \| \| \| \| \| \| \| \| \| \| \| \| \| \| \| \| \| \| \| \| \| \| \| \| \| \| \| \| \| \| \| \| \| \| \| \| 30. Rey Juan II de Francia, el buenoe (= 22, 24) \| \| \| \| \| \| \| \| \| \| \| \| \| \| \| \| \| \| \| \| \| \| \| \| \| \| \| \| \| \| \| \| \| \| \| \| \| \| \| \| \| \| \| \| \| \| \| \| \| \| \| \| \| \| 15. Condesa Isabella de Valois \| \| \| \| \| \| \| \| \| \| \| \| \| \| \| \| \| \| \| \| \| \| \| \| \| \| \| \| \| \| \| \| \| \| \| \| \| \| \| \| \| \| \| \| \| \| \| \| \| \| \| \| \| \| 31. Reina Bonne de Bohemia (= 23, 25) \| \| \| \| \| \| \| \| \| \| \| \| \| \| \| \| \| \| \| \| \| \| \| \| \| \| \| \| \| \| \| \| \| \| \| \| \| \| \| \| \| \| \| \| \| \| \| \| \| \| \| \| |                                                  |  |  |  |  |  |  |  |  |  |  |  |  |  |  |  |
| |                                                  |  |  |  |  |  |  |  |  |  |  |  |  |  |  |  |
| | 16. Duque Arthur II de Bretaña                   |  |  |  |  |  |  |  |  |  |  |  |  |  |  |  |
| |                                                  |  |  |  |  |  |  |  |  |  |  |  |  |  |  |  |
| |                                                  |  |  |  |  |  |  |  |  |  |  |  |  |  |  |  |
| | 8. Conde Juan IV (III) de Montfort               |  |  |  |  |  |  |  |  |  |  |  |  |  |  |  |
| |                                                  |  |  |  |  |  |  |  |  |  |  |  |  |  |  |  |
| |                                                  |  |  |  |  |  |  |  |  |  |  |  |  |  |  |  |
| | 17. Reina Yolande de Dreux                       |  |  |  |  |  |  |  |  |  |  |  |  |  |  |  |
| |                                                  |  |  |  |  |  |  |  |  |  |  |  |  |  |  |  |
| |                                                  |  |  |  |  |  |  |  |  |  |  |  |  |  |  |  |
| | 4. Duque Juan IV de Bretaña                      |  |  |  |  |  |  |  |  |  |  |  |  |  |  |  |
| |                                                  |  |  |  |  |  |  |  |  |  |  |  |  |  |  |  |
| |                                                  |  |  |  |  |  |  |  |  |  |  |  |  |  |  |  |
| | 18. Conde Louis I de Nevers                      |  |  |  |  |  |  |  |  |  |  |  |  |  |  |  |
| |                                                  |  |  |  |  |  |  |  |  |  |  |  |  |  |  |  |
| |                                                  |  |  |  |  |  |  |  |  |  |  |  |  |  |  |  |
| | 9. Princesa Joanna de Flandes                    |  |  |  |  |  |  |  |  |  |  |  |  |  |  |  |
| |                                                  |  |  |  |  |  |  |  |  |  |  |  |  |  |  |  |
| |                                                  |  |  |  |  |  |  |  |  |  |  |  |  |  |  |  |
| | 19. Jeanne, Condesa de Rethel                    |  |  |  |  |  |  |  |  |  |  |  |  |  |  |  |
| |                                                  |  |  |  |  |  |  |  |  |  |  |  |  |  |  |  |
| |                                                  |  |  |  |  |  |  |  |  |  |  |  |  |  |  |  |
| | 2. Conde Ricardo de Étampes                      |  |  |  |  |  |  |  |  |  |  |  |  |  |  |  |
| |                                                  |  |  |  |  |  |  |  |  |  |  |  |  |  |  |  |
| |                                                  |  |  |  |  |  |  |  |  |  |  |  |  |  |  |  |
| | 20. Rey Felipe III de Navarra, el noble          |  |  |  |  |  |  |  |  |  |  |  |  |  |  |  |
| |                                                  |  |  |  |  |  |  |  |  |  |  |  |  |  |  |  |
| |                                                  |  |  |  |  |  |  |  |  |  |  |  |  |  |  |  |
| | 10. Rey Carlos II de Navarra                     |  |  |  |  |  |  |  |  |  |  |  |  |  |  |  |
| |                                                  |  |  |  |  |  |  |  |  |  |  |  |  |  |  |  |
| |                                                  |  |  |  |  |  |  |  |  |  |  |  |  |  |  |  |
| | 21. Reina Joan II de Navarra                     |  |  |  |  |  |  |  |  |  |  |  |  |  |  |  |
| |                                                  |  |  |  |  |  |  |  |  |  |  |  |  |  |  |  |
| |                                                  |  |  |  |  |  |  |  |  |  |  |  |  |  |  |  |
| | 5. Duquesa Joan de Navarra                       |  |  |  |  |  |  |  |  |  |  |  |  |  |  |  |
| |                                                  |  |  |  |  |  |  |  |  |  |  |  |  |  |  |  |
| |                                                  |  |  |  |  |  |  |  |  |  |  |  |  |  |  |  |
| | 22. Rey Juan II de Francia, el bueno (=24)       |  |  |  |  |  |  |  |  |  |  |  |  |  |  |  |
| |                                                  |  |  |  |  |  |  |  |  |  |  |  |  |  |  |  |
| |                                                  |  |  |  |  |  |  |  |  |  |  |  |  |  |  |  |
| | 11. Reina Joan de Valois, de Navarra             |  |  |  |  |  |  |  |  |  |  |  |  |  |  |  |
| |                                                  |  |  |  |  |  |  |  |  |  |  |  |  |  |  |  |
| |                                                  |  |  |  |  |  |  |  |  |  |  |  |  |  |  |  |
| | 23. Reina Bonne de Bohemia (=25)                 |  |  |  |  |  |  |  |  |  |  |  |  |  |  |  |
| |                                                  |  |  |  |  |  |  |  |  |  |  |  |  |  |  |  |
| |                                                  |  |  |  |  |  |  |  |  |  |  |  |  |  |  |  |
| | 1. Francisco II, Duque de Bretaña                |  |  |  |  |  |  |  |  |  |  |  |  |  |  |  |
| |                                                  |  |  |  |  |  |  |  |  |  |  |  |  |  |  |  |
| |                                                  |  |  |  |  |  |  |  |  |  |  |  |  |  |  |  |
| | 24. Rey Juan II de Francia, el bueno (=22)       |  |  |  |  |  |  |  |  |  |  |  |  |  |  |  |
| |                                                  |  |  |  |  |  |  |  |  |  |  |  |  |  |  |  |
| |                                                  |  |  |  |  |  |  |  |  |  |  |  |  |  |  |  |
| | 12. Rey Carlos V de Francia                      |  |  |  |  |  |  |  |  |  |  |  |  |  |  |  |
| |                                                  |  |  |  |  |  |  |  |  |  |  |  |  |  |  |  |
| |                                                  |  |  |  |  |  |  |  |  |  |  |  |  |  |  |  |
| | 25. Reina Bonne de Bohemia (=23)                 |  |  |  |  |  |  |  |  |  |  |  |  |  |  |  |
| |                                                  |  |  |  |  |  |  |  |  |  |  |  |  |  |  |  |
| |                                                  |  |  |  |  |  |  |  |  |  |  |  |  |  |  |  |
| | 6. Duque Luis I de Orléans*                      |  |  |  |  |  |  |  |  |  |  |  |  |  |  |  |
| |                                                  |  |  |  |  |  |  |  |  |  |  |  |  |  |  |  |
| |                                                  |  |  |  |  |  |  |  |  |  |  |  |  |  |  |  |
| | 26. Duque Pedro I de Bourbon                     |  |  |  |  |  |  |  |  |  |  |  |  |  |  |  |
| |                                                  |  |  |  |  |  |  |  |  |  |  |  |  |  |  |  |
| |                                                  |  |  |  |  |  |  |  |  |  |  |  |  |  |  |  |
| | 13. Princesa Joanna de Borbón                    |  |  |  |  |  |  |  |  |  |  |  |  |  |  |  |
| |                                                  |  |  |  |  |  |  |  |  |  |  |  |  |  |  |  |
| |                                                  |  |  |  |  |  |  |  |  |  |  |  |  |  |  |  |
| | 27. Isabella de Valois                           |  |  |  |  |  |  |  |  |  |  |  |  |  |  |  |
| |                                                  |  |  |  |  |  |  |  |  |  |  |  |  |  |  |  |
| |                                                  |  |  |  |  |  |  |  |  |  |  |  |  |  |  |  |
| | 3. Condesa Marguerite de Vertus                  |  |  |  |  |  |  |  |  |  |  |  |  |  |  |  |
| |                                                  |  |  |  |  |  |  |  |  |  |  |  |  |  |  |  |
| |                                                  |  |  |  |  |  |  |  |  |  |  |  |  |  |  |  |
| | 28. Galeazzo II Visconti                         |  |  |  |  |  |  |  |  |  |  |  |  |  |  |  |
| |                                                  |  |  |  |  |  |  |  |  |  |  |  |  |  |  |  |
| |                                                  |  |  |  |  |  |  |  |  |  |  |  |  |  |  |  |
| | 14. Donn Gian Galeazzo Visconti                  |  |  |  |  |  |  |  |  |  |  |  |  |  |  |  |
| |                                                  |  |  |  |  |  |  |  |  |  |  |  |  |  |  |  |
| |                                                  |  |  |  |  |  |  |  |  |  |  |  |  |  |  |  |
| | 29. Duquesa Bianca de Saboya                     |  |  |  |  |  |  |  |  |  |  |  |  |  |  |  |
| |                                                  |  |  |  |  |  |  |  |  |  |  |  |  |  |  |  |
| |                                                  |  |  |  |  |  |  |  |  |  |  |  |  |  |  |  |
| | 7. Duquesa Valentina Visconti                    |  |  |  |  |  |  |  |  |  |  |  |  |  |  |  |
| |                                                  |  |  |  |  |  |  |  |  |  |  |  |  |  |  |  |
| |                                                  |  |  |  |  |  |  |  |  |  |  |  |  |  |  |  |
| | 30. Rey Juan II de Francia, el buenoe (= 22, 24) |  |  |  |  |  |  |  |  |  |  |  |  |  |  |  |
| |                                                  |  |  |  |  |  |  |  |  |  |  |  |  |  |  |  |
| |                                                  |  |  |  |  |  |  |  |  |  |  |  |  |  |  |  |
| | 15. Condesa Isabella de Valois                   |  |  |  |  |  |  |  |  |  |  |  |  |  |  |  |
| |                                                  |  |  |  |  |  |  |  |  |  |  |  |  |  |  |  |
| |                                                  |  |  |  |  |  |  |  |  |  |  |  |  |  |  |  |
| | 31. Reina Bonne de Bohemia (= 23, 25)            |  |  |  |  |  |  |  |  |  |  |  |  |  |  |  |
| |                                                  |  |  |  |  |  |  |  |  |  |  |  |  |  |  |  |
| |                                                  |  |  |  |  |  |  |  |  |  |  |  |  |  |  |  |